# کیپ کورال (فلوریدا)
کیپ کورال (به انگلیسی: Cape Coral) شهری در شهرستان لی ایالت فلوریدا است که در سال ۱۹۷۰ بنیان‌گذاری شده‌است. این شهر طبق سرشماری سال ۲۰۱۰ میلادی، ۱۵۴٬۶۶۸ نفر جمعیت داشته و مساحت آن نیز ۳۱۰٫۸ کیلومتر مربع است.